# Taverna de l'Aigua
La Taverna de l'Aigua és una obra eclèctica de Sant Hilari Sacalm (Selva) inclosa a l'Inventari del Patrimoni Arquitectònic de Catalunya.

## Descripció
Habitatge unifamiliar i entre mitgeres, situat al nucli urbà, a la plaça Verdaguer.
Consta de tre plantes i està coberta amb una teulada a doble vessant, i amb ràfec força sobresortit.
A la planta baixa hi ha dos portals dovellats en arc de mig punt, i a sobre, una cornisa motllurada, separa la planta baixa del pis visualment.
A la primera planta hi ha dues finestres quadrangulars amb imposta correguda.
Al pis superior hi ha una gran obertura geminada amb arcs de mig punt que dona a un balcó amb barana de fusta.
La façana és d'obra vista.
A la part superior, al segon pis hi ha la imatge d'una Mare de Déu.